# Santana de Mangueira
Santana de Mangueira is een gemeente in de Braziliaanse deelstaat Paraíba. De gemeente telt 5.764 inwoners (schatting 2009).